# 포켓몬 불가사의 던전 시간의 탐험대·어둠의 탐험대
포켓몬 불가사의 던전 시간의 탐험대·어둠의 탐험대는 2007년 9월13일에 발매한 닌텐도 게임이다.
《포켓몬 불가사의 던전 시간의 탐험대》(일본어: ポケモン不思議のダンジョン　時の探検隊)와 《포켓몬 불가사의 던전 어둠의 탐험대》(일본어: ポケモン不思議のダンジョン 闇の探検隊)는 2007년 9월 13일에 일본에서 동시 발매되었다. 신오지방의 새로운 포켓몬 (쉐이미/아르세우스 제외)이 추가되고 새로운 던전이 추가로 생겼다. 대한민국에서는 2008년 12월 11일에 두 타이틀이 동시에 정식 발매되었다. 나옹 등 12개 포켓몬은 그대로 이어져 오고, 될 수 있는 포켓몬에서 고라파덕, 알통몬, 탕구리, 이브이가 사라지고 모부기, 불꽃숭이, 팽도리, 먹고자가 추가되었다.
전작과 달라진 점
해골팀(주벳,또가스,스컹탱크)이 추가 됐다.
나무지기의 진화형(나무돌이)이 추가됐다.
푸크린 기지가 추가됐다.
수배자나 도둑 사진이 실린 간판을 볼 수 있다.
야느와르몽과 깜까미들이 추가 되었다
주민들(포켓몬)중 일부가 사라지고 일부가 추가 되었다.

## 하늘의 탐험대
2009년 4월 18일에 포켓몬 불가사의 던전 하늘의 탐험대를 발매한다고 정식 발표했다. 쉐이미, 기라티나의 오리진 폼, 로토무의 가전제품 폼이 추가되었다. 총 합쳐서 492종이다. 될 수 있는 포켓몬에 이브이가 다시 추가되고, 코코리, 꼬링크, 리오르, 식스테일이 추가되어 총 21종이 될 것이다.
그러므로 포켓몬 불가사의 던전 파랑 구조대·빨강 구조대가 1탄, 포켓몬 불가사의 던전 시간의 탐험대·어둠의 탐험대는 2탄, 포켓몬 불가사의 던전 하늘의 탐험대는 3탄이 되는 셈이다. 여기서는 모든 스타팅 포켓몬을 파트너로 삼을 수 있으며 나옹과 먹고자는 동료로만 삼을 수 있다. 전작인 포켓몬 불가사의 던전 시간의 탐험대·어둠의 탐험대와 거의 같은 구조이나 얼루기 카페, 쉐이미 빌리지, 스페셜 애피소드 등이 추가되어 더욱 풍성해졌다.